# Sint-Jacobskerk (Douai)
De Sint-Jacobskerk in Douai (Frans: Église Saint-Jacques de Douai) is een Rooms-Katholieke kerk gewijd aan Sint-Jakobus de Meerdere en is historisch verbonden met de Pelgrimsroute naar Santiago de Compostella,  tegenwoordig meer specifiek 'Pelgrimsroutes in Frankrijk naar Santiago de Compostella'.

## Geschiedenis
Door de eeuwen heen zijn er twee verschillende Sint-Jacobskerken in Douai geweest.

### De Eerste Sint-Jacobskerk en de Tweede Sint-Jacobskerk
De kerk stond oorspronkelijk op wat nu Place Carnot is en werd gebouwd in gotische architectuur. Het bedient de parochie van Saint-Jacob en werd opgericht in 1225 vanuit de collegiale Sint-Pietersstiftkerk. Het gebouw werd herbouwd in de zeventiende eeuw. De begraafplaats en de kerk zijn begraafplaatsen van de 13e eeuw tot de revolutie en daar werden 19.000 graven vermeld van 1647 tot 1790. Richard White van Basingstoke en Matthew Kellison rustten daar. De kerk werd ontmanteld tijdens de Revolutie en vervolgens verkocht en gesloopt in 1797. 
De tweede kerk werd gebouwd tussen de 'Rue des Récollets Anglais" en de "Rue du Pont des Pierres" op de plek van een oude kloosterkapel en werd tussen 1852 tot 1854 uitgebreid door de bisschoppelijk architect Alexandre Grigny. Het gebouw werd in 1995 geklasseerd als historisch monument. In 2011 werd het in afwachting van de restauratie gesloten vanwege het risico op instorting van de centrale koepel.

## Relikwie van Jacobus de Meerdere
Na de herdenkingsviering van de 1200 jaar pelgrimsroute naar Santiago de Compostella en de opname op de op de Werelderfgoedlijst van Unesco in 1998 is het Frans ministerie van cultuur verantwoordelijk voor deze relikwieën van Sint-Jakobus de Meerdere omdat zowel Dowaai (Douai) als Atrecht (Arras) aan deze route lag. Het hoofd van deze apostel zou in Atrecht zijn. Stukken van deze relikwie zouden vanuit Atrecht over de Zuidwestelijke Nederlanden verdeeld zijn tussen de steden Ariën-aan-de-Leie, Bonen en Dowaai. De vergeten relikwie was eerder in deze kerk te vinden, maar werd sinds 2011 over geplaatst naar de Sint-Pietersstiftkerk, haar Kapittelkerk. De relikwie is een wenkbrauwboog dat authentiek is verklaard.

## Afbeeldingen

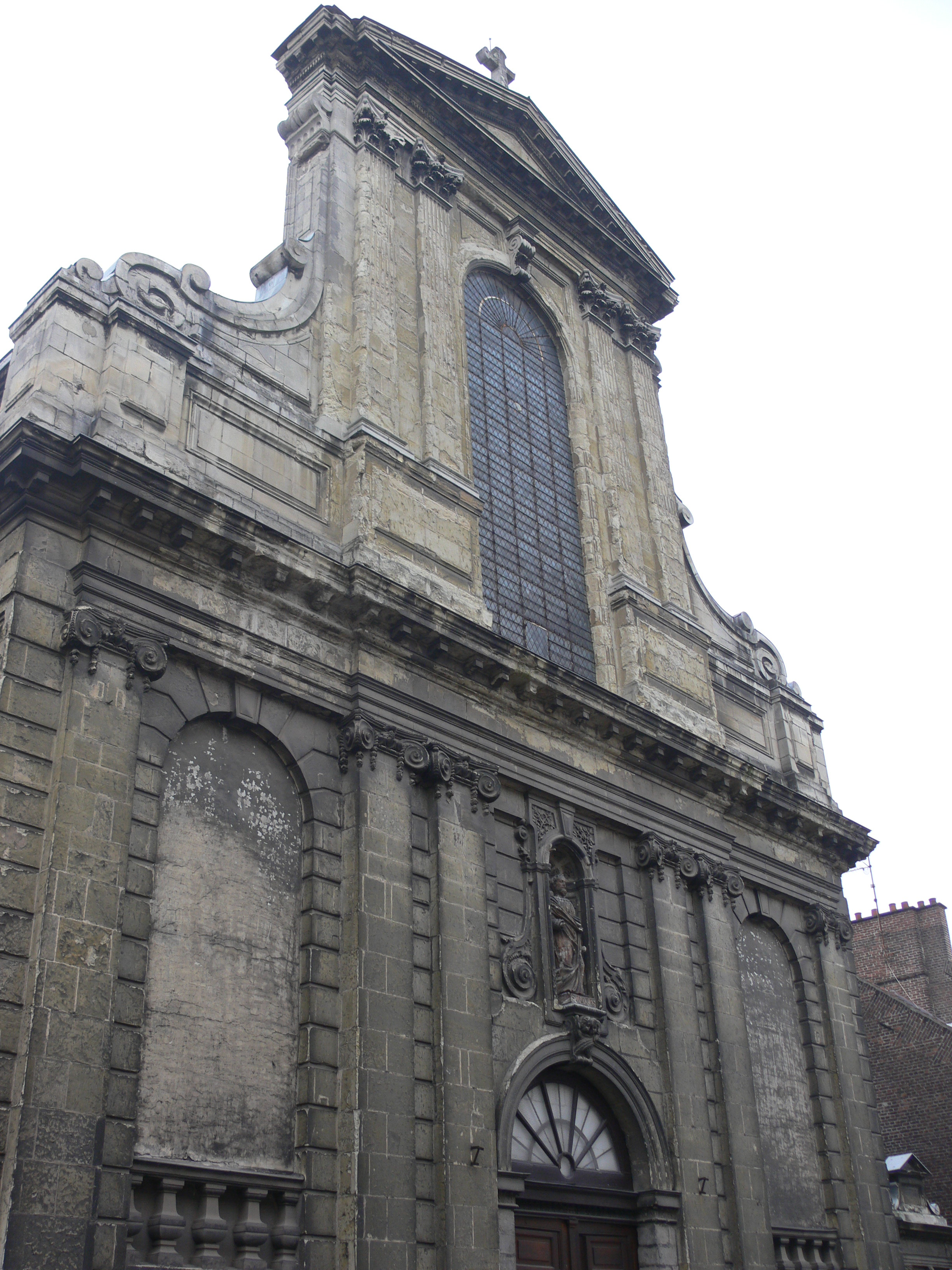
Deel van de façade van de kerk
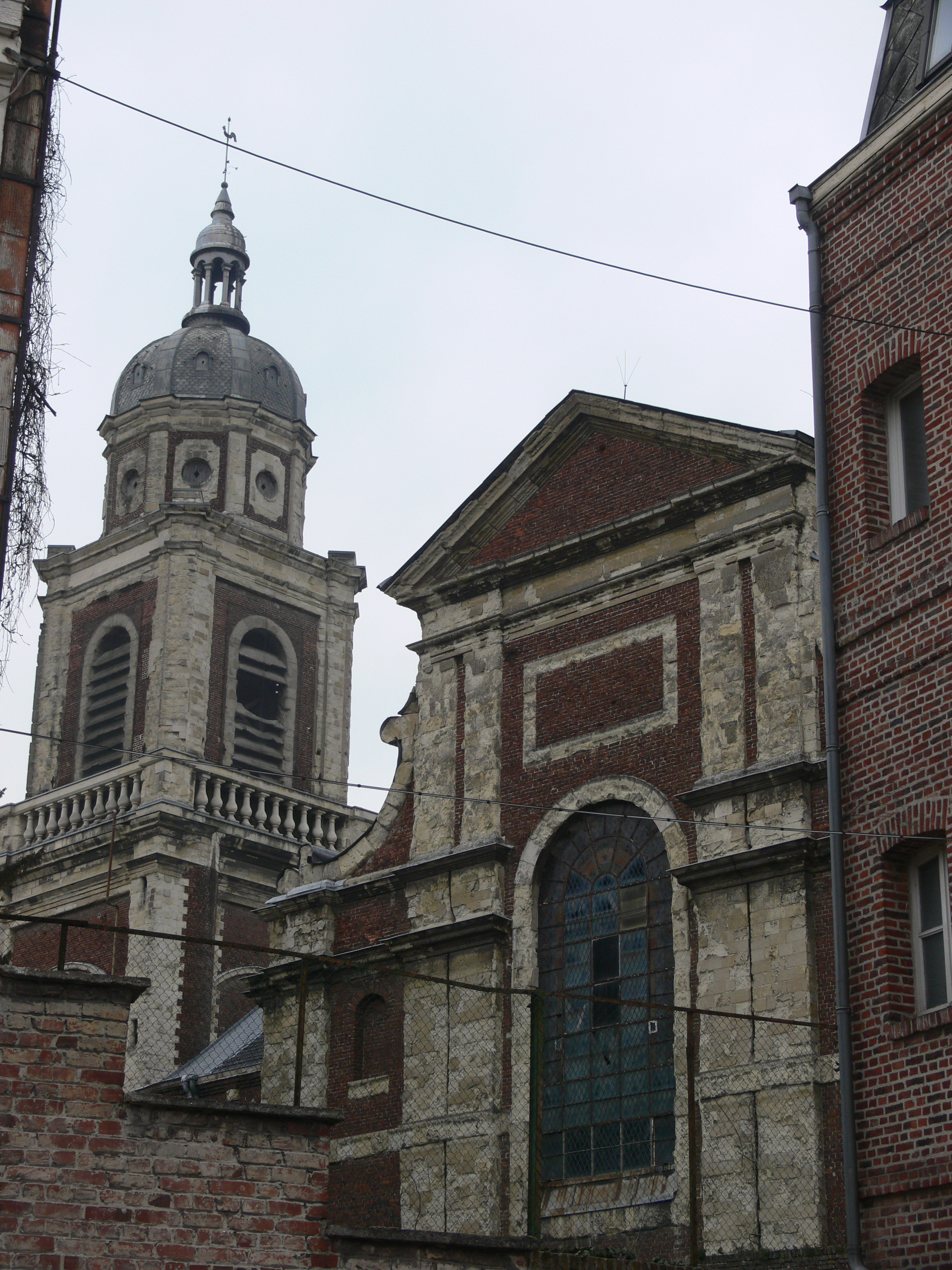
Deel van de toren en schip
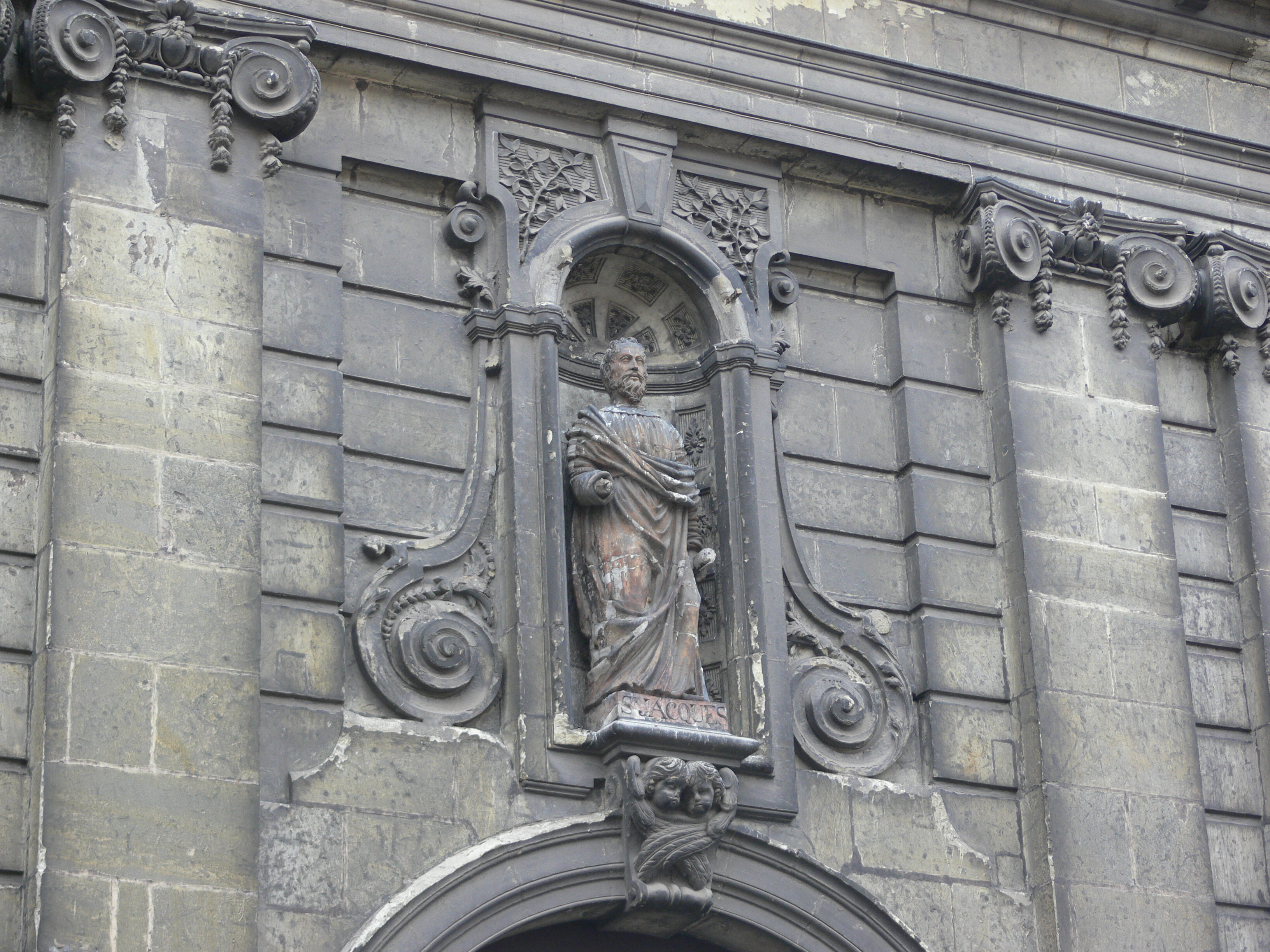
Beeld van de patroonheilige van de kerk
Het schip en het priesterkoor van de kerk
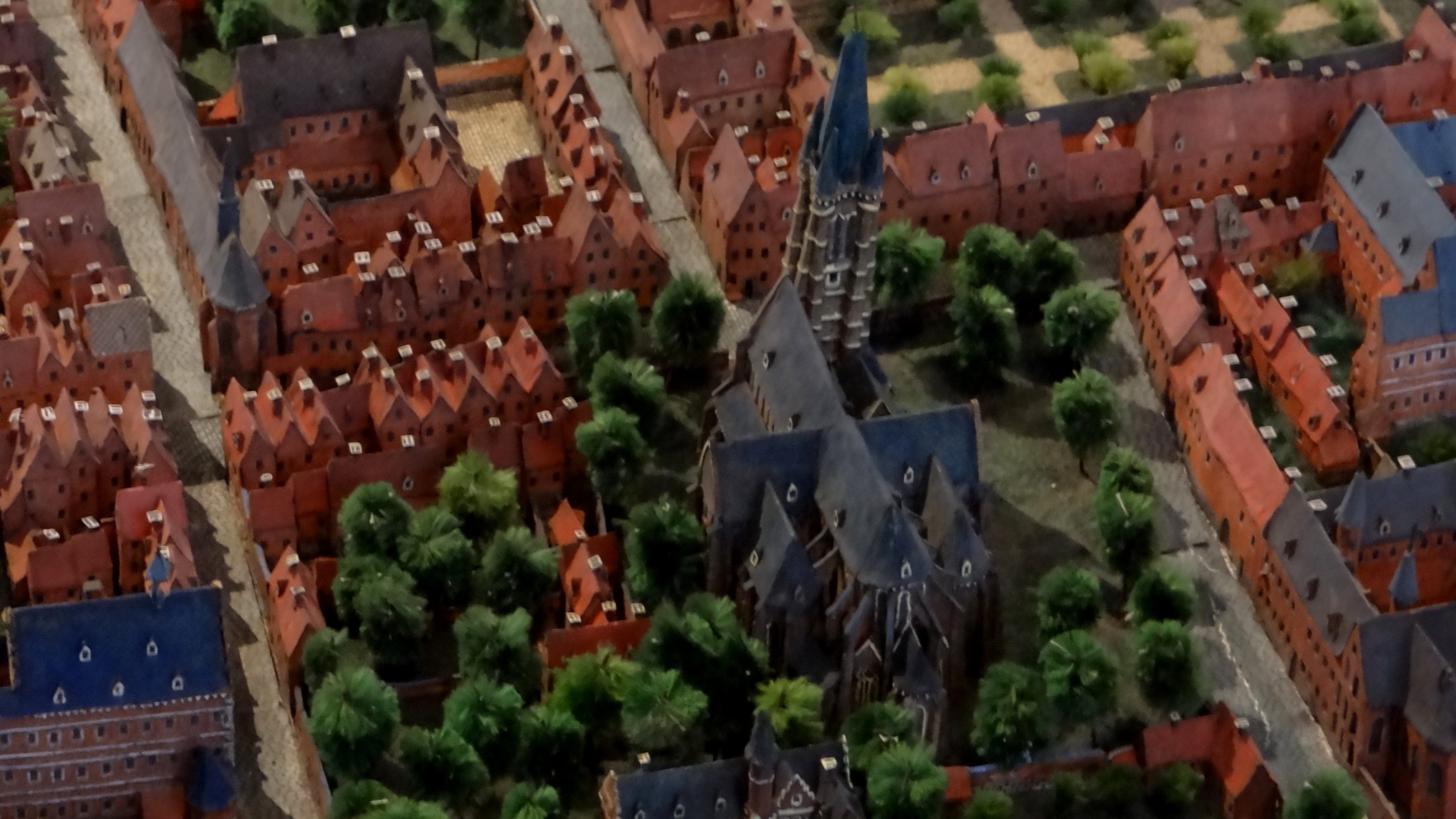
De parochiekerk in 1710, als deel van een maquette van de binnenstad van Douai, te zien in het  Musée de la Chartreuse